# 김동성 (쇼트트랙 선수)
김동성(金東聖, 1980년 2월 9일 ~ )은 대한민국의 전 쇼트트랙 선수이다. 은퇴 후 방송에도 나왔지만 수많은 논란으로 인해 체육계도 방송계도 나올 수 없는 상황. 

## 학력
- 경기고등학교 (졸업)
- 고려대학교 경영학과 (졸업)

## 생애
경기고등학교 시절 대한민국 쇼트트랙 국가대표로 뽑혔다. 1997년 세계 쇼트트랙 선수권 대회에서 종합 우승을 차지했다.
1998년 일본 나가노에서 열린 동계 올림픽에 출전하여 남자 1000m에서 금메달을, 남자 5000m 계주 팀의 일원으로 은메달을 획득했다. 이후 고려대학교에 진학하였다.
2002년 미국 솔트레이크시티에서 열린 동계 올림픽에서 유력한 우승 후보로 뽑혔으나 남자 1000m 준결승에서 골인 직전에 넘어지는 바람에 결승에 오르지 못했으며, 남자 1500m 결승에서는 1위로 들어오고도 아폴로 안톤 오노가 반칙을 범한 듯한 행동으로 인해 논란의 여지가 있는 실격을 당하는 불운을 겪었다. 그러나 곧이어 벌어진 세계 쇼트트랙 선수권 대회에서 전 종목을 휩쓸며 종합 우승을 차지해 명예를 회복했으며, 동두천시청에 입단했으나 그 다음 시즌부터 부상과 코칭스태프와의 갈등으로 공백기를 가졌으며, 대신 연예계에 진출하여 가수로 활동하고 여러 방송 프로그램에 출연했다.
2003년 말 쇼트트랙 선수로 복귀했으나 국가대표로 선발되지 못했으며, 고질적인 부상에서 회복하지 못하여 2005년 초 선수 생활을 완전히 접고 은퇴를 선언했다. 그 후 2006년 이탈리아 토리노 동계 올림픽에서 MBC 쇼트트랙 해설위원으로 활동했다. 현재는 한국 목동에서 목동아이스링크의 코치로 활동한다. 2014년 러시아 소치 동계 올림픽에서도 KBS 쇼트트랙 해설위원으로 활동했다.

## 출연작

### 방송 프로그램
- 2013년 채널A 《불멸의 국가대표》

### 광고
- 2000년 DB금융투자 윈넷
- 2003년 해태제과 크런치킹 (이대근과 함께 출연)
- 2004년 롯데칠성음료 마운틴 듀

## 같이 보기
- 아폴로 안톤 오노